# Seznam bosansko-hercegovskih filozofov
Seznam bosansko-hercegovskih filozofov.

## A
- Judah Alkalai
- Muharem Avdispahić (matematik)

## Ć
- Hamdija Ćemerlić (1905 - 1990)

## D
- Juraj Dragišić

## F
- Muhamed Filipović (1929 - 2020)
- Nedim Filipović (filolog-orientalist)
- Milenko Filipović (etnolog in antropogeograf)
- Predrag Finci (1946 -)
- Ivan Focht

## H
- Hamid Hadžibegić (1898 - 1988) (orientalist)
- Avdo Humo

## J
- Miljenko Jergović
- Hrvoje Jurić

## K
- Nenad Kecmanović (politolog)
- Andrija Krešić
- Safet Krupić

## M
- Julije Makanec
- Veselin Masleša
- Sadudin Musabegović

## P
- Željko Pavić
- Kasim Prohić

## R
- Enver Redžić (zgodovinar, 1915-2009)

## S
- Džemal Sokolović (sociolog, politolog)
- (Besim Spahić)
- Hasan Sušić

## Š
- Željko Škuljević

## T
- Arif Tanović (1925–2010)

## Z
- Adil Zulfikarpašić?